# 018号線 (チェコ)
チェコ国鉄018号線（チェコこくてつぜろいちはちごうせん）、別名ホツェニ〜リトミシュル線（チェコ語: Železniční trať Choceň–Litomyšl）は、チェコ国鉄の鉄道線の名称である。
1882年、オーストリア・ハンガリー国有鉄道の路線として開業した。

## 運行形態

### 定期列車
- ホツェニ - ヴィソケー・ミート町 ( - リトミシュル)
ホツェニ〜ヴィソケー・ミート町間の各駅停車が基本で、1時間に1本程度運行している。上り下りとも、ホツェニで010号線の特急・普通と接続するが、一部チェスカー・トルジェボヴァーに直通する列車もある。ヴィソケー・ミート町〜リトミシュル間は本数が少なく、一日7往復しか運行されない。金曜日限定で、一部がドヴォルジスコ、スラチナを通過する。
過去の運行形態
2015年以前は、全て線内のみの運行であった。また、ヴィソケー・ミート以北で2時間間隔が空く時間帯があった。ヴィソケー・ミート以南は一日あたり平日7往復、休日6往復の運行であった。多くは各駅停車であったが、スラチナとドヴォルジスコを通過する便もあった。
2016年度以降、すべて各駅停車となった。
2018年度以降、平日はヴィソケー・ミート以北で1時間に1本の運行となった。
2020年度は、休日にヴィソケー・ミート以北で1-2時間に1本の運行となった。
2021年度以降、休日もヴィソケー・ミート以北で1時間に1本の運行となった。
2023年度に、休日のヴィソケー・ミート以南が一日7往復に増発された。
2024年9月6日以降、金曜日限定で、ドヴォルジスコ、スラチナ通過の列車が設定された[1]。
2025年度より、一部の列車が010号線への直通を開始した。

### 臨時列車
年に1日のみ、蒸気機関車「ミクラーシュ」号が、ホツェニ - リトミシュル間に一日2往復運行する。途中、ヴィソケー・ミート、ヴィソケー・ミート町、ツェレクヴィツェ駅、ツェレクヴィツェ停留所に停車する。1往復に限りスラチナとフルショヴァーにも停車する。
2023年以前は、2往復ともフルショヴァーに停車していた。2024年度以前は、2往復ともスラチナに停車していた。

## 駅一覧
以下では、チェコ国鉄018号線の駅と営業キロ、停車列車、接続路線などを一覧表で示す。
- ■印：全列車停車
- ●印：大部分停車、一部通過

| 路線名 | 駅名                                     | 駅間営業キロ | 累計営業キロ | Os | 接続路線                                                                   | 所在地           | 所在地                         |
| ------ | ---------------------------------------- | ------------ | ------------ | -- | -------------------------------------------------------------------------- | ---------------- | ------------------------------ |
| 018    | ホツェニ駅                               | -            | 0.0          | ■  | 010号線（プラハ方面、ルハチョヴィツェ/ブルノ方面） 026号線（ナーホド方面） | パルドゥビツェ州 | ウースチー・ナド・オルリチー郡 |
| 018    | ドヴォルジスコ駅                         | 2.6          | 2.6          | ●  |                                                                            | パルドゥビツェ州 | ウースチー・ナド・オルリチー郡 |
| 018    | スラチナ・ウ・ヴィソケーホ・ミータ駅     | 2.2          | 4.8          | ●  |                                                                            | パルドゥビツェ州 | ウースチー・ナド・オルリチー郡 |
| 018    | ヴィソケー・ミート駅                     | 3.0          | 7.8          | ■  |                                                                            | パルドゥビツェ州 | ウースチー・ナド・オルリチー郡 |
| 018    | ヴィソケー・ミート町駅                   | 0.9          | 8.7          | ■  |                                                                            | パルドゥビツェ州 | ウースチー・ナド・オルリチー郡 |
| 018    | ヂバーノフ駅                             | 3.3          | 12.0         | ■  |                                                                            | パルドゥビツェ州 | ウースチー・ナド・オルリチー郡 |
| 018    | フルショヴァー駅                         | 2.3          | 14.3         | ■  |                                                                            | パルドゥビツェ州 | ウースチー・ナド・オルリチー郡 |
| 018    | ツェレクヴィツェ・ナド・ロウチノウ駅     | 0.9          | 15.2         | ■  |                                                                            | パルドゥビツェ州 | ウースチー・ナド・オルリチー郡 |
| 018    | ツェレクヴィツェ・ナド・ロウチノウ停留所 | 1.2          | 16.4         | ■  |                                                                            | パルドゥビツェ州 | スヴィタヴィ郡                 |
| 018    | ルジードキー駅                           | 2.4          | 18.8         | ■  |                                                                            | パルドゥビツェ州 | スヴィタヴィ郡                 |
| 018    | トルジェク駅                             | 0.9          | 19.7         | ■  |                                                                            | パルドゥビツェ州 | スヴィタヴィ郡                 |
| 018    | リトミシュル・ネドシーン駅               | 1.7          | 21.4         | ■  |                                                                            | パルドゥビツェ州 | スヴィタヴィ郡                 |
| 018    | リトミシュル停留所                       | 1.1          | 22.5         | ■  |                                                                            | パルドゥビツェ州 | スヴィタヴィ郡                 |
| 018    | リトミシュル駅                           | 1.2          | 23.7         | ■  |                                                                            | パルドゥビツェ州 | スヴィタヴィ郡                 |